# ピエール・ダンセリュー

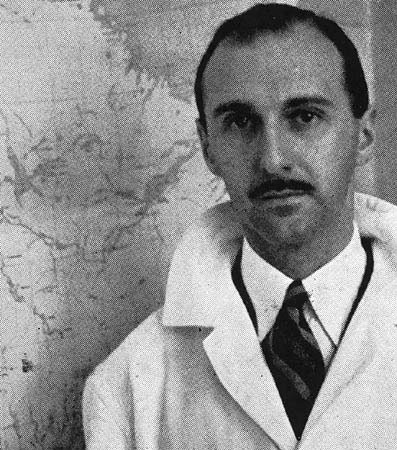
Pierre Dansereau (1943)

ピエール・ダンセリュー（Pierre Dansereau, CC GOQ FRSC 1911年10月6日 – 2011年9月28日）はカナダの植物学者、環境学者である。

## 略歴
ケベック州のOutremont（現在はモントリオールの一部）で生まれた。ヨーロッパで学び、ジュネーヴ大学で、1936年に農学の学士、1939年に科学の博士号の学位を取得した。カナダに戻り、1939年から1942年の間、モントリオール植物園で設立者のマリー＝ヴィクトラン神父のもとで働いた。1943年から1950年の間はモントリオール大学の講師として働いた。
1950年からミシガン大学の植物園で働き、植物学の教授となった。1955年から1961年の間、モントリオール大学に戻り、教授、植物学研究所の所長を務めた後、ニューヨーク植物園の副園長、コロンビア大学の植物学と地理学の教授を務めた。
1972年から1976年の間、ケベック大学モントリオール校の科学環境研究所の所長を務め、モントリオール・ミラベル国際空港の建設に伴う環境への影響について調査し、その後もカナダにおける環境保全のために活動した。1949年にカナダ王立協会のフェローに選ばれ、カナダ政府の芸術評議会（Canada Council for the Arts）のモルソン賞（Molson Prize）やケベック政府のマリー＝ヴィクトラン賞（Prix Marie-Victorin）、カナダ王立協会のドーソン・メダル（Sir John William Dawson Medal）を受賞した。

## 著作
- Études sur les hybrides de cistes, 1941
- Notes sur les cistes l : La Collection du Bailey Hortorium, 1941
- 1.L' Erablière laurentienne / 1. Valeur d'indice des espèces, 1943
- Erablières de la Gaspésie et les fluctuations du climat, 1944
- Brother Marie-Victorin, F.S.C. 1885-1944, 1945
- L' Erablière laurentienne / 2. Les Successions et leurs indicateurs, 1946
- Botanical excursions in Quebec Province. Montreal, Quebec, Gaspe Peninsula, 1948
- The Grading of dispersal types in plant communities and their ecological significance, 1957
- Essais d'application de la dimension structurale en phytosociologie . I. Quelques exemples européens, 1959
- Syndicaliste, qui es-tu?, 1961
- Contradictions & biculture: communications, 1955-1961, 1964
- Biogeography. An Ecological Perspective, 1977, ISBN 9780471068082
- L' envers et l'endroit: le désir, le besoin et la capacité, 1991, ISBN 2551126045